# سكول

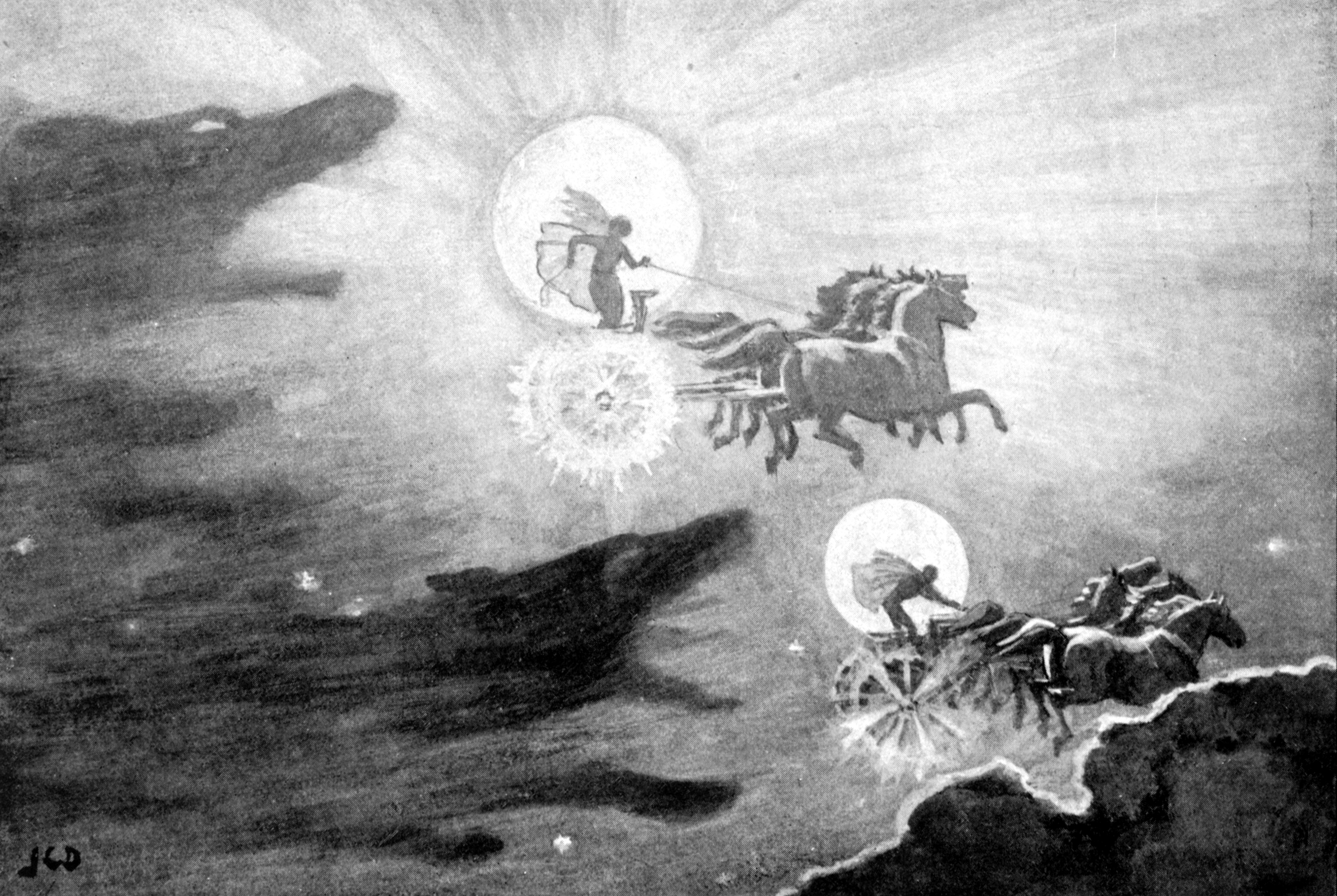

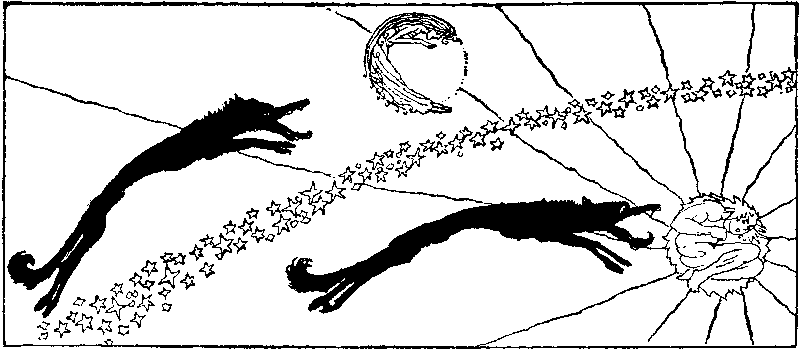

سَكُول (بالنرويجية:Sköll) هو الذئب المكلف بملاحقة عربة الشمس التي تجر بواسطة الحصانين أرفاك و
ألسفين في الميثولوجيا الإسكندنافية. وهو ابن الذئب فنرير. له أخ يدعى هاتي وهو بدوره يقوم يملاحقة عربة القمر. وينجح كلا الأخوين في مهمتيهما ويبتلعا كلّاً من الشمس والقمر وهي العلامات الأولية للمعركة النهائية راكناروك.